# Borussia Bocholt
Der BV Borussia Bocholt ist ein deutscher Fußballverein aus Bocholt, der am 7. August 1960 gegründet wurde. Der Verein hat etwa 700 Mitglieder und die Vereinsfarben sind Blau und Weiß.

## Frauenfußball

### Geschichte
Erst im Jahr 2004 gegründet, schaffte die erste Frauenmannschaft in den folgenden zwei Jahren den Durchmarsch von der Kreis- in die Verbandsliga. In der Saison 2010/11 feierte der Verein als Meister der Verbandsliga Niederrhein den Aufstieg in die Regionalliga West, der dritthöchsten Spielklasse im deutschen Frauenfußball. In den Jahren 2007, 2008 und 2010 erreichte die Mannschaft das Finale des Niederrheinpokals. Nach einer 0:4-Niederlage im ersten Endspiel gegen den FSC Mönchengladbach wurden die Damen des BV Borussia 2008 Niederrheinpokalsieger durch 4:3 n. E. gegen Borussia Mönchengladbach. Durch diesen Erfolg qualifizierten sich die Fußballfrauen für den DFB-Pokal, wo sie aber in der Saison 2008/09 nach einer 0:8-Niederlage gegen den Zweitligisten 1. FC Lokomotive Leipzig in der ersten Runde ausschieden.
2010 wiederum unterlag die Borussia im Niederrheinpokalfinale Borussia Mönchengladbach mit 1:2 nach Verlängerung. Zwei Jahre später gewann die Mannschaft zum zweiten Mal den Niederrheinpokal durch einen 1:0-Finalsieg gegen TB Heißen und war somit erneut für den DFB-Pokal qualifiziert. Dort verlor die Borussia in der ersten Runde mit 1:2 gegen Zweitligist 1. FFC Recklinghausen. In der Regionalliga West etablierte sich das Team seit dem Aufstieg 2011. Im Winter 2015 übernahm Trainer Dennis Kallwitz die Regionalligamannschaft und schaffte in der Rückrunde noch den Klassenerhalt. In den nachfolgenden Spielzeiten sollte sich das Team im oberen Drittel der Regionalliga festsetzen. Die Spielzeit 2015/16 beendete die Borussia als Dritter und qualifizierte sich erneut für den DFB-Pokalwettbewerb. Hier unterlag die Mannschaft in der ersten Runde dem Hegauer FV mit einer unglücklichen 1:2-Niederlage. Torschützin für Borussia Bocholt war Alina Stallmann.
In der Saison 2016/17 wurde die Borussia Tabellenvierter punktgleich mit dem Tabellendritten vom SC Fortuna Köln. Eine Saison später wurden die Bocholterinnen Meister der Regionalliga West und erneut Niederrheinpokalsieger und schafften wiederum die Qualifikation zur ersten Runde im DFB-Pokal, verzichteten aber auf die Qualifikationsrunde zur eingleisigen 2. Bundesliga. Mit diesem Erfolg erreichte die Mannschaft um Spielführerin Marita Hund den bis dato größten Erfolg der Vereinsgeschichte. Zugleich war das auch die letzte Saison vom Trainer Dennis Kallwitz. Die Torjägerkrone wurde von Alina Stallmann mit 20 Treffern nur knapp verpasst. Der Vorstand von Borussia Bocholt rief in Kooperation mit der Familie Loitz und ihrer Firma NB World im Sommer 2018 die Mission 2025 aus. Ziele der Mission 2025 sind der Aufstieg in die 2. Fußball-Bundesliga, die Etablierung in dieser Liga sowie infrastrukturelle Veränderungen und einem DFB Mädchen- und Frauen-Stützpunkt.
Zur Saison 2018/19 übernahm Trainer Sammy Messalhki das Team. Es folgte eine 0:2-Heimniederlage gegen den SV Meppen in der 1. Runde des DFB-Pokals 2018/19 vor 500 Zuschauern. Die Regionalliga-Saison 2018/19 wurde mit einem Startrekord von zehn Siegen aus zehn Spielen absolviert, bevor eine 0:1-Heimniederlage am 4. November 2018 gegen Arminia Bielefeld vor 600 Zuschauern folgte. Die Borussia wurde Vizemeister hinter Bielefeld und scheiterte danach in den Aufstiegsspielen zur 2. Bundesliga am FC Ingolstadt 04. Im Juni 2020 nach Abbruch der Saison 2019/20 durch die Covid-19-Pandemie stand die Borussia als Aufsteiger in die 2. Frauen-Bundesliga fest. Am 23. August 2020 konnte der Niederrheinpokal nach Verlängerung mit 2:4 gegen den SV Budberg gewonnen werden. In der Saison 2020/21 startete Borussia Bocholt in der 2. Bundesliga Nord, die Liga wurde durch die COVID-19-Pandemie geteilt in Nord und Süd. Borussia Bocholt konnte am Ende der Saison 2020/21 mit einem vierten Platz, den Klassenerhalt sichern und somit in die Saison 2021/22 in eine eingleisige 2. Bundesliga gehen. Zum Start der Saison 2021/22 konnte Borussia Bocholt am 23. August 2021 im Gladbacher Grenzlandstadion Borussia Mönchengladbach mit 0:3 in der 1. Runde des DFB-Pokals schlagen. Es war das erste DFB-Pokalspiel, das auf Sky Deutschland live übertragen wurde. Am 8. Oktober 2021 wurde Cheftrainer Sammy Messalkhi mit seinem Co-Trainer Marcell Rosa freigestellt. Es übernahm interimsweise Co-Trainer Taner Demir und Sportlicher Leiter Klaus Donner, die mit dem Team am 10. Oktober 2021 ein 2:4 gegen die SV Henstedt-Ulzburg erreichten. Jedoch am nächsten Spieltag dem 17. Oktober 2021 eine historische Heimniederlage von 1:9 gegen RB Leipzig erlitten haben. Daraufhin reagierte der Vorstand von Borussia Bocholt und stellte den neuen Cheftrainer Markus Schneiders am 20. Oktober 2021 vor. Am 9. März 2022 wurde der Cheftrainer Markus Schneiders nach acht Spielen entlassen. Seine Bilanz von sechs Niederlagen, einem Sieg und einem Unentschieden bewogen die Spielerinnen dazu, sich an den Vorstand von Borussia Bocholt zu wenden. Am Saisonende stieg die Borussia als Tabellenletzter ab.

### Erfolge
- Meister der Regionalliga West: 2018
- Aufstieg in die 2. Bundesliga: 2020
- Niederrheinpokalsieger: 2008, 2012, 2016, 2018, 2020

## Männerfußball

### Geschichte
Die Mannschaft des BV Borussia Bocholt spielte in den ersten Jahrzehnten nach Gründung überwiegend auf Kreisliganiveau. In den Jahren 2002 und 2007 schaffte das Team den Aufstieg in die Bezirksliga. 2011 wurde man Meister der Bezirksliga Niederrhein und spielte in der Saison 2011/12 erstmals in der Landesliga Niederrhein. Nach zwei Jahren folgte 2013 der Wiederabstieg, ehe die Borussia 2014 in die Kreisliga A durchgereicht wurde. 2019 stieg die Mannschaft nach mehreren durchwachsenen Jahren in der Kreisliga A, höchste Platzierung war Rang neun, als Tabellenletzter in die Kreisliga B ab.

### Erfolge
- Aufstieg in die Landesliga Niederrhein: 2011
- Aufstieg in die Bezirksliga Niederrhein: 2002, 2007

## Persönlichkeiten
- Alina Angerer
- Vanessa Fischer
- Hanna Hamdi
- Isabel Hochstein
- Peter Hyballa
- Nina Lange
- Ana Cristina Oliveira Leite
- Vanessa Martini
- Vesna Milivojevic
- Stephanie Mpalaskas
- Hans-Theodor Peschkes
- Georg Schmeinck
- Rainer Schümann
- Roland Wohlfarth